# Richard Temple-Nugent-Brydges-Chandos-Grenville, 3. Duke of Buckingham and Chandos

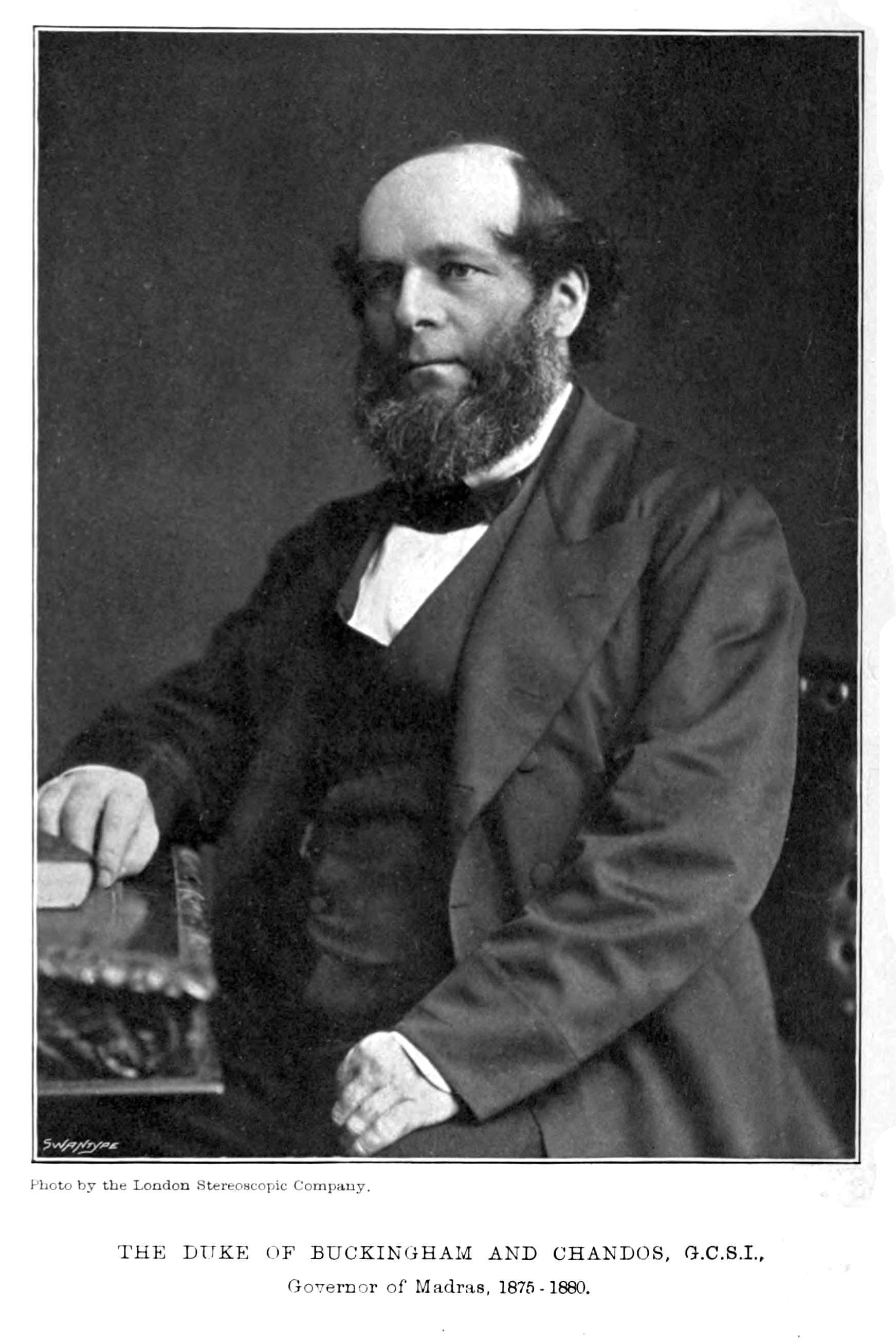
Richard Temple-Nugent-Brydges-Chandos-Grenville, 3. Duke of Buckingham and Chandos

Richard Temple-Nugent-Brydges-Chandos-Grenville, 3. Duke of Buckingham and Chandos, GCSI, PC, DL (* 10. September 1823 in Westminster, London; † 26. März 1889 in Chandos House, Marylebone, London) war ein britischer Politiker der Conservative Party, der zwischen 1846 und 1857 Mitglied des Unterhauses (House of Commons) und 1861 den Titel als 3. Duke of Buckingham and Chandos erbte, wodurch er Mitglied des Oberhauses (House of Lords) wurde und diesem bis zu seinem Tode 1889 angehörte. Er war zudem zwischen 1866 und 1867 Lord President of the Council sowie von 1867 bis 1868 Kolonialminister. Im Anschluss war er von 1868 bis zu seinem Tode Lord Lieutenant der Grafschaft Buckinghamshire sowie zugleich von 1875 bis 1880 Gouverneur der Präsidentschaft Madras in Britisch-Indien.

## Leben

### Familie und Unterhausabgeordneter
Richard Plantagenet Campbell Temple-Nugent-Brydges-Chandos-Grenville war der Sohn von Richard Temple-Nugent-Brydges-Chandos-Grenville, der 1839 2. Duke of Buckingham and Chandos wurde, sowie dessen Ehefrau Lady Mary Campbell, Tochter von John Campbell, 1. Marquess of Breadalbane. Seine ältere Schwester Lady Anna Gore-Langton war eine bekannte Frauenrechtlerin ihrer Zeit. Er wurde am 15. Juni 1824 in Stowe getauft und besuchte das renommierte Eton College, ehe er im Anschluss ein Studium am Christ Church der University of Oxford. 1846 wurde er für die Conservative Party Mitglied des Unterhauses (House of Commons) und vertrat in diesem bis 1857 den Wahlkreis Buckinghamshire. Während dieser Zeit war er zwischen 1852 und 1853 Siegelbewahrer (Privy Seal) des Prince of Wales, Kronprinz Albert Edward und zugleich von Februar bis Dezember 1852 Lord des Schatzamtes (Lord of the Treasury). Des Weiteren war er zwischen 1852 und 1861 Vorsitzender der Eisenbahngesellschaft London and North Western Railway. Am 7. Juni 1853 verlieh ihm die University of Oxford einen Ehrendoktor der Zivilrechte (Honorary Doctor of Civil Laws).

### Oberhausmitglied und Minister

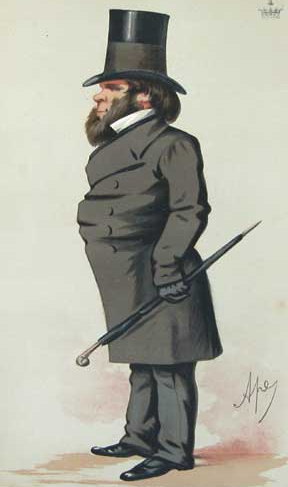
„A Safe Duke“, Richard Temple-Nugent-Brydges-Chandos-Grenville, 3. Duke of Buckingham and Chandos in einer Karikatur von Carlo Pellegrini im englischen Magazin Vanity Fair vom 29. Mai 1875

Nach dem Tode seines Vaters am 29. Juli 1861 erbte Richard Temple-Nugent-Brydges-Chandos-Grenville in der Peerage of the United Kingdom den Titel als 3. Duke of Buckingham and Chandos und wurde dadurch Mitglied des Oberhauses (House of Lords), dem er bis zu seinem Tode am 26. März 1889 angehörte. Zugleich erbte er die verbundenen sowie nachgeordneten Titel in der Peerage of Great Britain als 4. Marquess of Buckingham, in the County of Buckingham, in der Peerage of the United Kingdom als 3. Marquess of Chandos, in der Peerage of the United Kingdom als 3. Earl Temple of Stowe, in the County of Buckingham, in der Peerage of Great Britain als 7. Viscount Cobham, in der Peerage of Ireland als 5. Earl Nugent, und in der Peerage of Great Britain als 7. Baron Cobham, of Cobham, in the County of Kent.
Am 6. Juli 1866 wurde Richard Temple-Nugent-Brydges-Chandos-Grenville Mitglied des Geheimen Kronrates (Privy Council) sowie Lordpräsident des Geheimen Kronrates (Lord President of the Council) im dritten Kabinett Derby und bekleidete dieses Amt bis zum 8. März 1867. Im Anschluss war er vom 8. März 1867 bis zum 27. Februar 1868 Kolonialminister (Secretary of State for Colonies) im dritten Kabinett Derby. Im daraufhin gebildeten Kabinett Disraeli I war er vom 27. Februar bis zum 1. Dezember 1868 auch weiterhin Kolonialminister.

### Lord Lieutenant von Buckinghamshire und Gouverneur von Madras

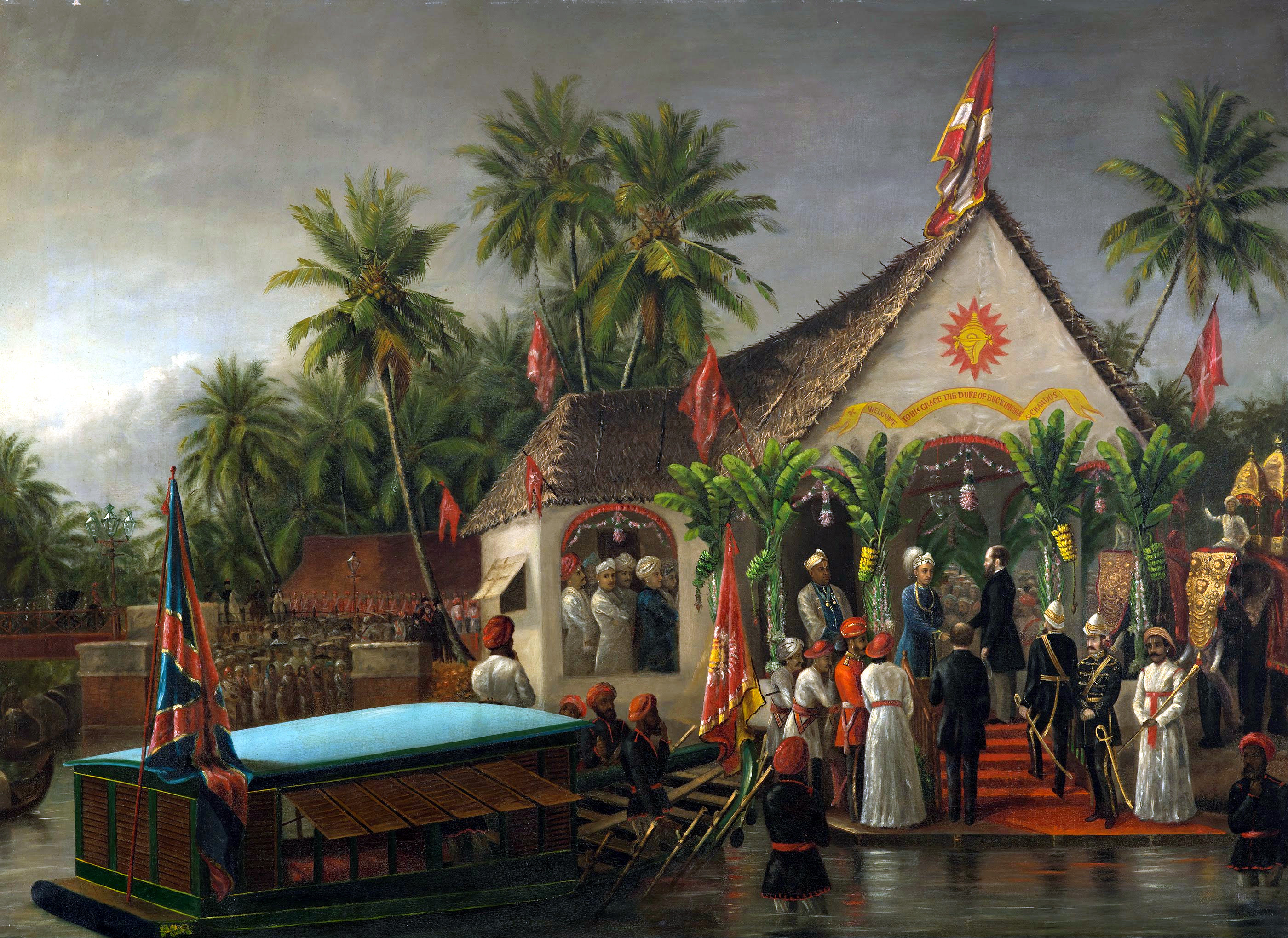
Richard Temple-Nugent-Brydges-Chandos-Grenville, 3. Duke of Buckingham and Chandos (4. von links), als Gouverneur der Präsidentschaft Madras bei einem Treffen mit dem Maharadscha von Travancore Ayilyam Thirunal und dessen Nachfolger Visakham Thirunal in Trivandrum (Frühjahr 1880)

Nach seinem Ausscheiden aus der Regierung löste der Duke of Buckingham and Chandos den am 17. März 1868 verstorbenen Robert Carrington, 2. Baron Carrington als Lord Lieutenant der Grafschaft Buckinghamshire ab und hatte dieses Amt als Vertreter von Queen Victoria in dieser Grafschaft bis zu seinem Tode 26. März 1889 inne, woraufhin Nathan Rothschild, 1. Baron Rothschild seine Nachfolge antrat. Am 21. Juli 1868 folgte im ruhenden, 1602 in der Peerage of Scotland geschaffenen Titel als 10. Lord Kinloss.
Zugleich wurde er am 15. Mai 1875 als Nachfolger von Vere Hobart, Lord Hobart Gouverneur der Präsidentschaft Madras in Britisch-Indien. Er verblieb in dieser Funktion bis zum 20. Dezember 1880 und wurde dann von William Patrick Adam abgelöst. Am 28. Juni 1876 wurde er Knight Grand Commander des Order of the Star of India (GCSI) verliehen.

### Ehen und Nachkommen
Richard Temple-Nugent-Brydges-Chandos-Grenville, 3. Duke of Buckingham and Chandos, war zwei Mal verheiratet. Am 1. Oktober 1851 heiratete er in Langley die am 28. Februar 1874 verstorbene Caroline Harvey, Tochter des früheren  Sheriff of Buckinghamshire Robert Harvey. Aus dieser Ehe gingen die drei Töchter Mary Temple-Nugent-Brydges-Chandos-Grenville, die spätere 11. Lady Kinloss, Lady Anne Temple-Nugent-Brydges-Chandos-Grenville sowie Lady Caroline Jemima Elizabeth Temple-Nugent-Brydges-Chandos-Grenville hervor. Am 17. Februar 1885 heiratete er in der St. Peter’s Church in Belgravia in zweiter Ehe Alice Anne Graham-Montgomery, Tochter des früheren Unterhausabgeordneten und damaligen Lord Lieutenant von Kinross-shire, Sir Graham Graham-Montgomery, 3. Baronet. Diese Ehe blieb kinderlos.
Da Richard Temple-Nugent-Brydges-Chandos-Grenville am 26. März 1889 somit ohne männlichen Nachkommen verstarb, erloschen die Titel des Duke of Buckingham and Chandos, des Marquess of Buckingham, des Marquess of Chandos sowie des Earl Nugent, während der Titel des Lord Kinloss an seine älteste Tochter Mary Temple-Nugent-Brydges-Chandos-Grenville fiel, die nunmehr 11. Lady Kinloss wurde. Aufgrund einer speziellen Nachfolgeregelung fielen die Titel als Viscount Cobham sowie als Baron Cobham, of Cobham, an seinen Verwandten Charles George Lyttelton, Baron Lyttelton, während der Titel des Earl Temple of Stowe ebenfalls aufgrund einer speziellen Nachfolgeregelung an seinen Neffen und früheren Unterhausabgeordneten William Stephen Temple-Gore-Langton fiel. Nach seinem Tode wurde er in Wotton Underwood in Buckinghamshire beigesetzt.